# 关山街道 (西安市)
关山街道，原为关山镇，是中华人民共和国陕西省西安市閻良區下辖的一个乡镇级行政单位。2018年撤镇设街道。区划代码改为 610114007。

## 行政区划
关山街道下辖以下地区：
关山村、苏赵村、东兴村、北樊村、南樊村、水寨村、新义村、乔家村、南良村、介坊村、付马村、北马村、老王村、孙家村、南房村、康桥村、樊家村、长山村、南冯村、新马村、北冯村、康村、炮张村、东丁村、刘家村、粟邑村和代家村。